# Aleh Maskalou
Aleh Maskalou (biał. Алег Маскалёў, ros. Олег Москалев; ur. 1 kwietnia 1979 w Mohylewie) – białoruski wioślarz.

## Osiągnięcia
- Mistrzostwa Świata Juniorów – Hazewinkel 1997 – dwójka bez sternika – 6. miejsce[1].
- Mistrzostwa Świata – Sewilla 2002 – czwórka bez sternika – 15. miejsce[1].
- Mistrzostwa Świata – Mediolan 2003 – dwójka bez sternika – 22. miejsce[1].
- Mistrzostwa Świata – Gifu 2005 – ósemka – 10. miejsce[1].
- Mistrzostwa Świata – Eton 2006 – ósemka – 13. miejsce[1].
- Mistrzostwa Świata – Monachium 2007 – ósemka – 12. miejsce[1].
- Mistrzostwa Europy – Poznań 2007 – ósemka – 3. miejsce[1].